# Latarnia morska Ardnamurchan
Latarnia morska Ardnamurchan – latarnia morska położona na zachodnim końcu półwyspu Ardnamurchan w Highland. Latarnia wskazuje drogę do cieśniny Sound of Mull, oddzielającej ląd od wyspy Mull. Jest to najdalej na zachód położona latarnia na Wielkiej Brytanii. Latarnia wraz z sąsiadującymi budynkami została wpisana w 1971 roku na listę zabytków kategorii A Historic Scotland pod numerem 521.
Decyzję o budowie latarni w tej lokalizacji podjęto w 1845 roku. W tym celu Northern Lighthouse Board zakupiło od właściciela Alexander Camerona 20 akrów ziemi na końcu półwyspu. Budowa latarni trwała trzy lata i pierwsze uruchomienie latarni nastąpiło 5 października 1849 roku. Latarnię zbudowano z różowego granitu z Erraid na półwyspie Ross of Mull.
W czasie potężnego sztormu 22 stycznia 1855 roku latarnia została częściowo uszkodzona m.in. szyby chroniące lampę zostały rozbite, ściana osłonowa oraz droga zostały uszkodzone. 
Latarnia została zautomatyzowana w 1988 roku i obecnie jest sterowana z Northern Lighthouse Board w Edynburgu. 
Obecnie budynki sąsiadujące z latarnią znajdują się w rękach prywatnych i są dostępne dla zwiedzających. W latarni znajduje się stała ekspozycja muzealna, sklep z pamiątkami oraz istnieje możliwość noclegu w zachodniej chacie latarnika.